# Steven Saylor

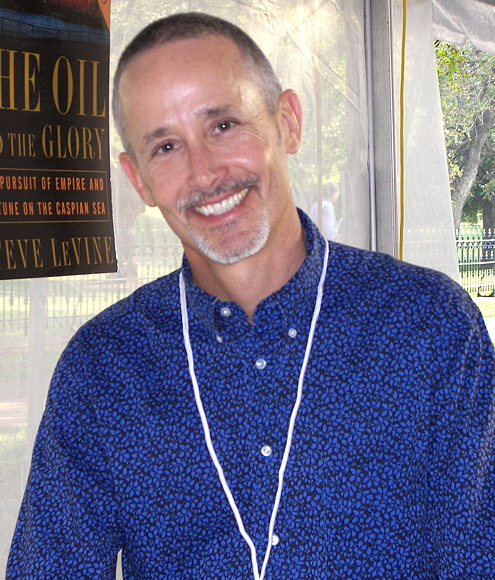
Steven Saylor

Steven Saylor (Port Lavaca, 23 maart 1956) is een Amerikaanse schrijver van historische romans.
Saylor is afgestudeerd aan de universiteit van Texas in de vakken geschiedenis en klassieke literatuur. Hij schreef onder meer romans over de geschiedenis van Texas, maar zijn meest bekende werken zijn de boeken van de Roma Sub Rosa series, waar de Romeinse detective Gordianus allerlei belangrijke zaken in het antieke Rome oplost.
Voorafgaand aan deze serie heeft Saylor ook homoseksueel getinte erotische fictie geschreven onder het pseudoniem Aaron Trevis. 
Saylor leeft sinds 1976 samen met zijn partner Richard Salomon. Ze zijn officieel geregistreerd als 'domestic partners' te San Francisco in 1991.